# 克莱季天文台

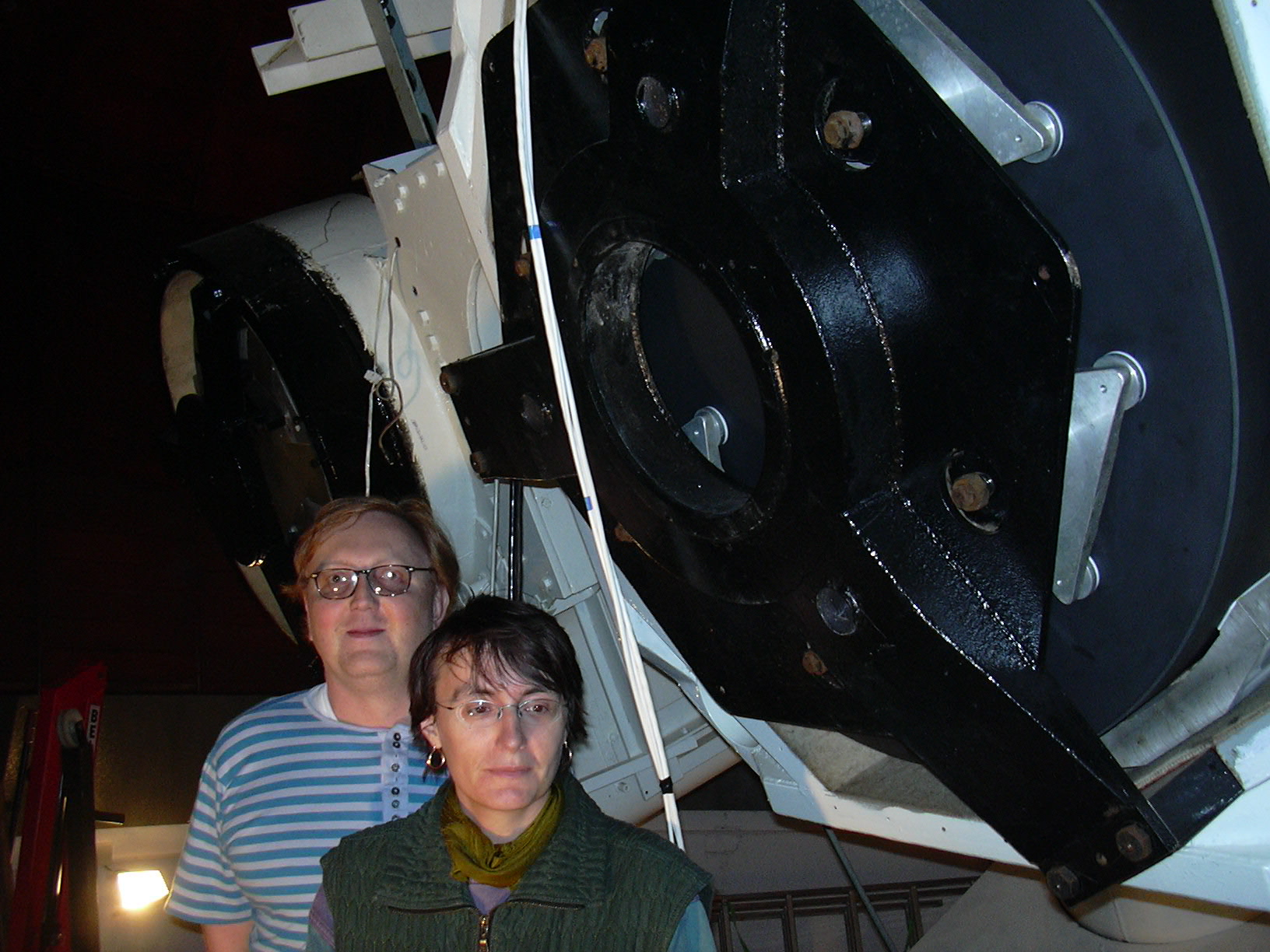
天文學家亚娜·季哈與丈夫米洛什·季希，以及 KLENOT 望遠鏡。

克莱季天文台（捷克語：Hvězdárna Kleť）是捷克的一座天文台，位於南波希米亞州克莱季山頂南方，接近捷克布杰约维采。該天文台建立於1957年，海拔1070公尺，每年約有150個適合觀測的晴朗夜晚。

## 任職當地的天文學家
天文學家安東寧·姆爾科斯（Antonín Mrkos）自1966年起擔任克莱季天文台台長至1991年。現在任職當地的主要天文學家是台長亚娜·季哈與她的丈夫米洛什·季希。

## 儀器設備
克莱季天文台有以下主要儀器設備：
- 1.06米KLENOT望遠鏡（2002年起）
- 0.57米反射望遠鏡（f/5.2，1993年起）

## 在克莱季天文台發現的小行星
姆爾科斯於1989年發現小行星5583。
天文學家茲德內克·莫拉維克（Zdeněk Moravec）於1996年1月15日重新發現小行星7796，並給予臨時編號1996 BG。該小行星重新被發現後持續觀測到1996年4月，再於1997年6月和7月被觀測到。它是先前被觀測到兩次的失蹤小行星，分別是1973年12月12日在北義大利布雷拉天文台和1990年7月8日至9日在澳大利亞賽丁泉天文台。 
天文學家茲丹卡·瓦弗洛娃（Zdeňka Vávrová）於1984年發現小行星4250。

## 外部連結
- . official website.   [2013-03-06]. （原始内容存档于2020-11-21）.